# Mercedes-Benz GL
Mercedes-Benz GL – samochód osobowy typu SUV klasy aut luksusowych produkowany pod niemiecką marką Mercedes-Benz w latach 2006 – 2015.

## Pierwsza generacja

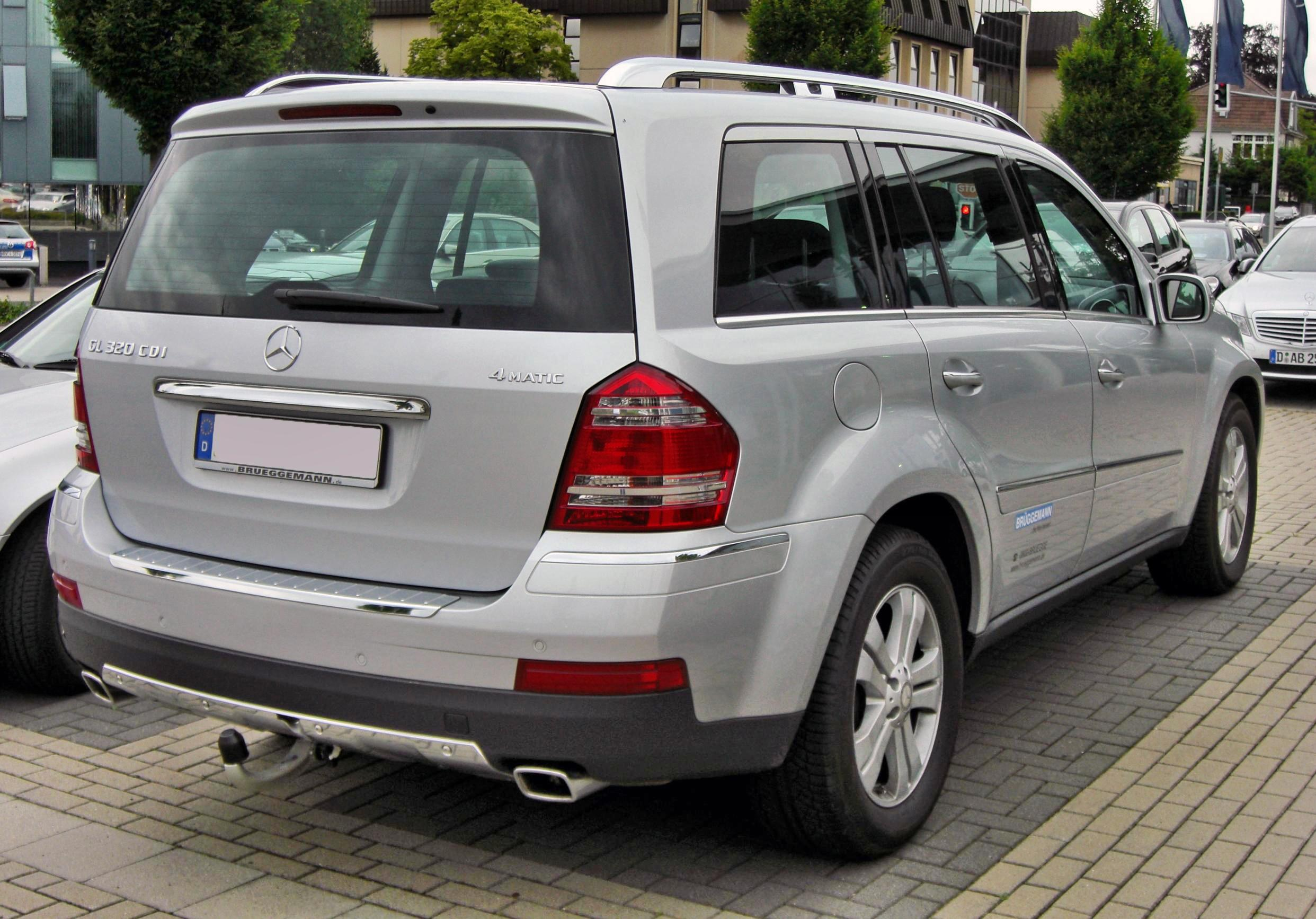
Mercedes-Benz GL I (X164) – tył przed liftingiem

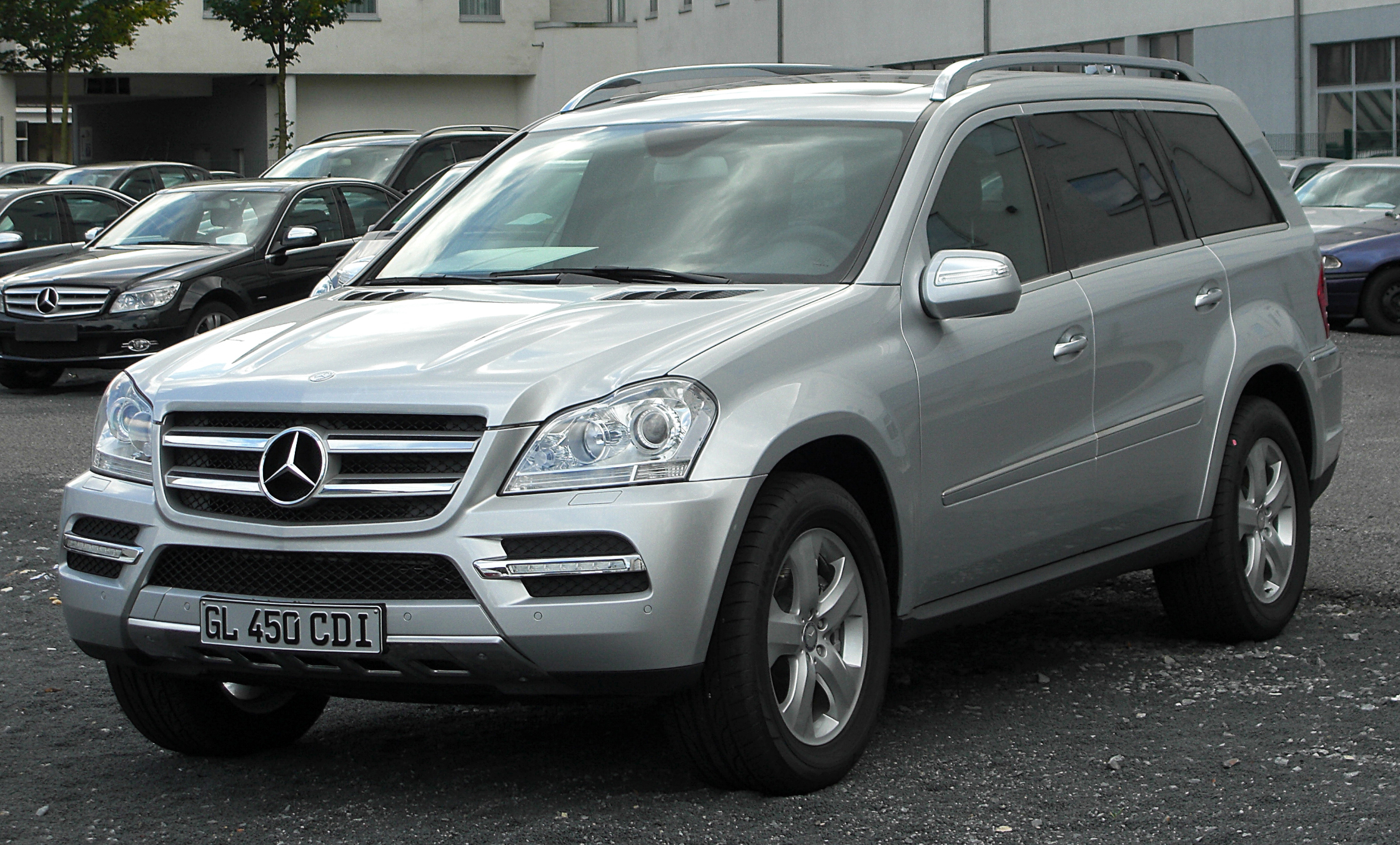
Mercedes-Benz GL I (X164) po liftingu

Mercedes-Benz GL I oznaczony kodem fabrycznym X164 został zaprezentowany w 2006 roku.
Premiera auta odbyła się na North American International Auto Show w Detroit w styczniu 2006 roku. Samochód został zaprojektowany z myślą o rynku amerykańskim, konstrukcyjnie jest mocno spokrewniony z mniejszym Mercedesem ML, co widać między innymi po identycznej desce rozdzielczej.
W kwietniu 2009 roku został przeprowadzony facelifting modelu, co można poznać m.in. po nowych zderzakach czy reflektorach.

### Silniki
- GL 320 CDI: 3.0 V6 (diesel)
- GL 350 CDI BlueEFFICIENCY: 3.0 V6 (diesel),
- GL 350 CDI BlueTec: 3.0 V6 (diesel),
- GL 420 CDI: 4.0 V8 (diesel),
- GL 450: 4.7 V8,
- GL 500 (GL 550 w USA): 5.5 V8,
- GL 63 AMG 5.5 V8

| Wersja                   | Silnik:                   | Układ zasilania:   | Moc maksymalna:                    | Maks. moment obrotowy      | 0-100 km/h:        | V-max:             | Śr. zuż. paliwa na 100 km: | Emisja CO2 na km:  |
| Silniki benzynowe:       | Silniki benzynowe:        | Silniki benzynowe: | Silniki benzynowe:                 | Silniki benzynowe:         | Silniki benzynowe: | Silniki benzynowe: | Silniki benzynowe:         | Silniki benzynowe: |
| ------------------------ | ------------------------- | ------------------ | ---------------------------------- | -------------------------- | ------------------ | ------------------ | -------------------------- | ------------------ |
| GL450                    | V8 4,7 l (4663 cm³), DOHC | wtrysk             | 340 KM (250 kW) przy 6000 obr./min | 460 N•m przy 2700 obr./min | 7,2 s              | 235 km/h           | 13,3 l                     | 317 g              |
| GL500/550                | V8 5,5 l (5461 cm³), DOHC | wtrysk             | 388 KM (285 kW) przy 6000 obr./min | 530 N•m przy 2800 obr./min | 6,5 s              | 240 km/h           | 13,9 l                     | 331 g              |
| Silniki wysokoprężne:    |                           |                    |                                    |                            |                    |                    |                            |                    |
| GL320 CDI                | V6 3,0 l (2987 cm³), DOHC | common rail        | 224 KM (165 kW) przy 3800 obr./min | 510 N•m przy 1600 obr./min | 9,5 s              | 210 km/h           | 9,8 l                      | 261 g              |
| GL350 CDI BlueTEC        | V6 3,0 l (2987 cm³), DOHC | common rail        | 211 KM (155 kW) przy 3400 obr./min | 540 N•m przy 1600 obr./min | 9,6 s              | 210 km/h           | 9 l                        | 239 g              |
| GL350 CDI BlueEfficiency | V6 3,0 l (2987 cm³), DOHC | common rail        | 224 KM (165 kW) przy 3800 obr./min | 510 N•m przy 1600 obr./min | 9,5 s              | 210 km/h           | 9,3 l                      | 244 g              |
| GL350 CDI BlueEfficiency | V6 3,0 l (2987 cm³), DOHC | common rail        | 265 KM (195 kW) przy 3800 obr./min | 620 N•m przy 1600 obr./min | 7,9 s              | 225 km/h           | 8,9 l                      | 235 g              |
| GL420 CDI                | V8 4,0 l (3996 cm³), DOHC | common rail        | 306 KM (225 kW) przy 3600 obr./min | 700 N•m przy 2000 obr./min | 7,6 s              | 230 km/h           | 11,6 l                     | 307 g              |

## Druga generacja

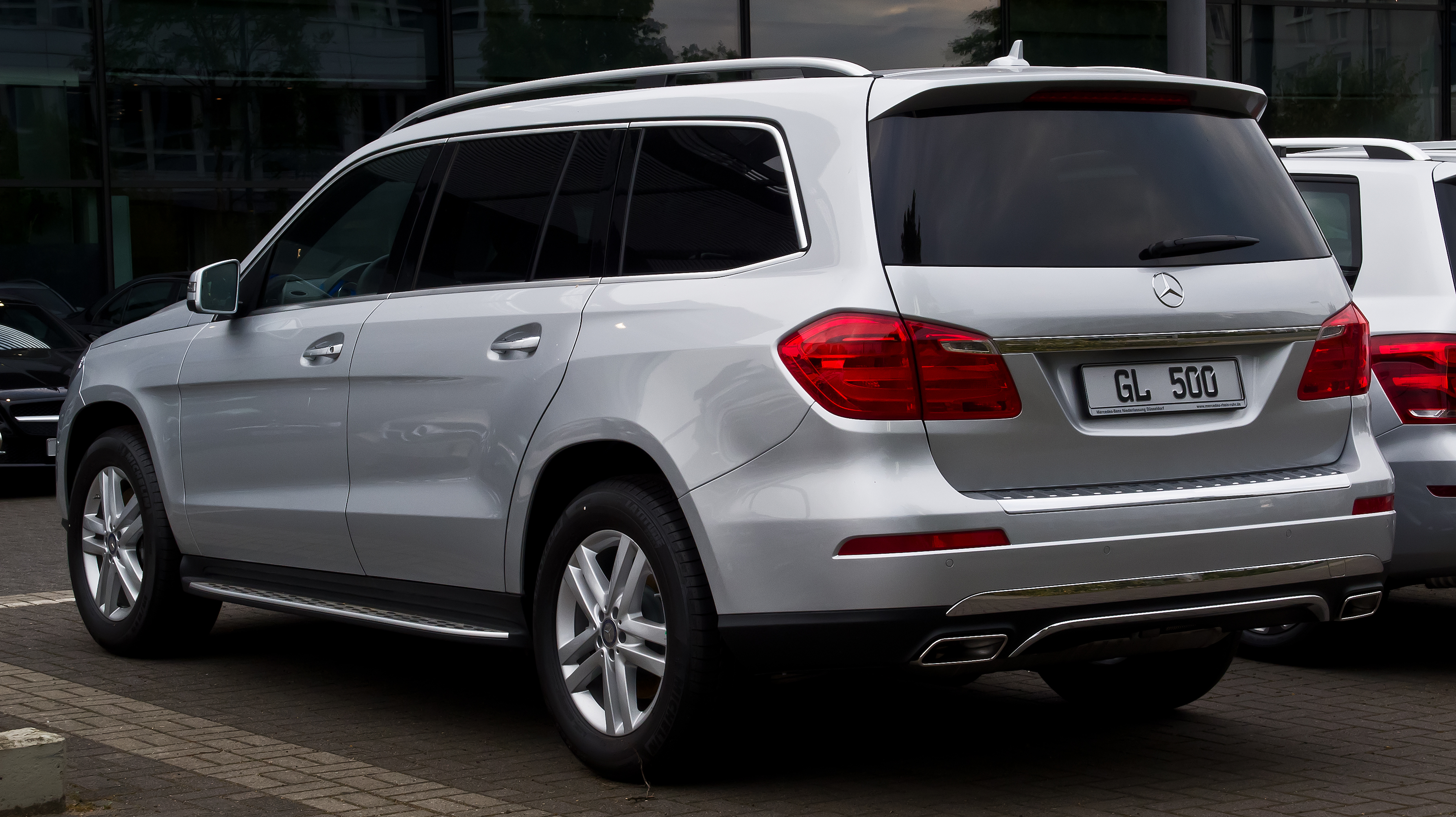
Mercedes-Benz GL II (X166) – tył

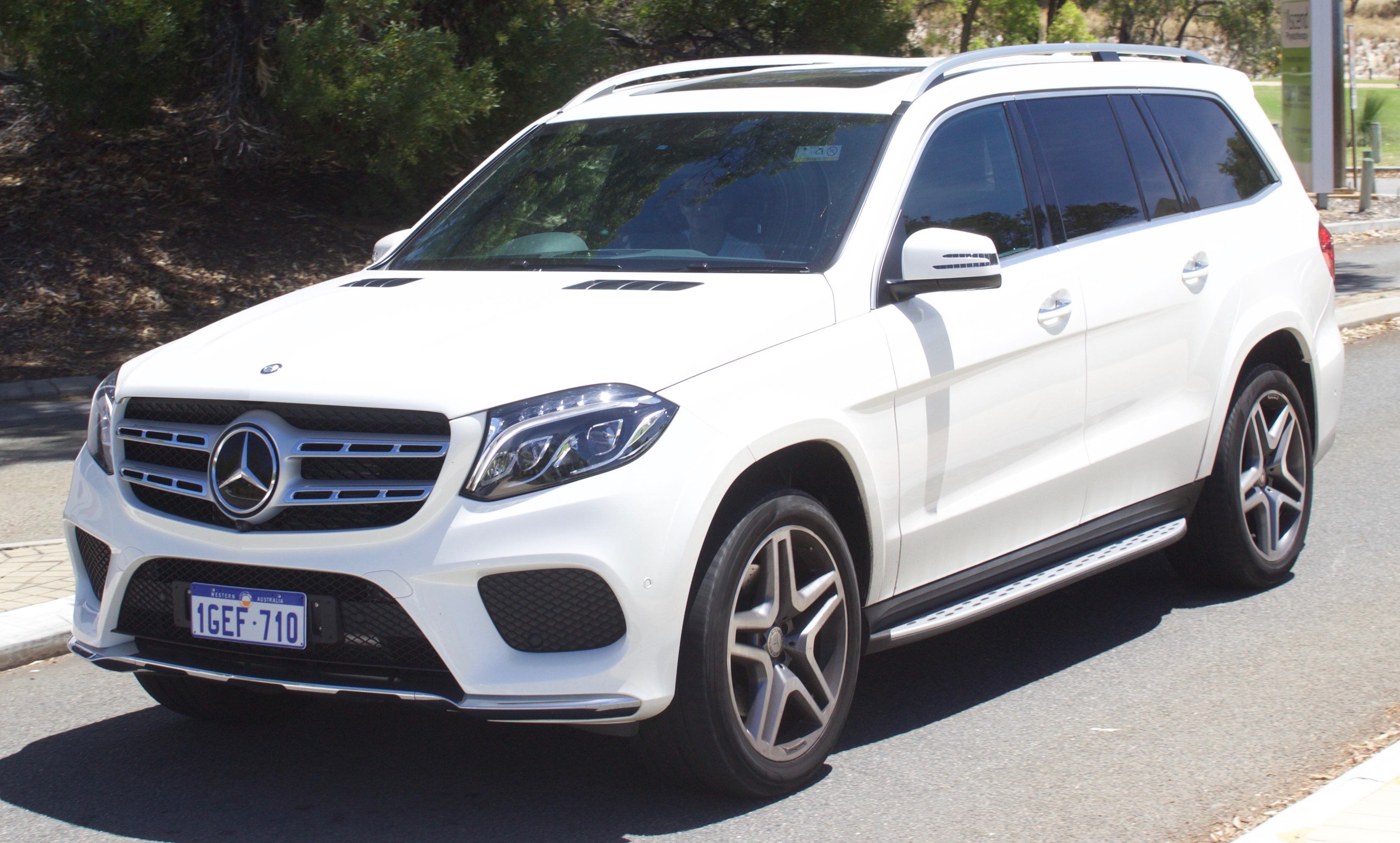
Mercedes-Benz GLS

Mercedes-Benz GL II oznaczony kodem fabrycznym X166 zadebiutował w 2012 roku.
Przy takim samym jak w poprzedniku rozstawie osi, powiększono nieznacznie wymiary nadwozia. Samochód jest przy tym lżejszy od poprzednika. Napęd przenoszony jest poprzez 7-biegową automatyczną skrzynię biegów G-Tronic na obie osie (w stosunku 40:60 – przód:tył).

### Lifting i zmiana nazwy
W listopadzie 2015 model przeszedł gruntowny facelifting w ramach którego zmieniono wygląd pasa przedniego, wypełnienie tylnych lamp i kokpit. Wraz z modernizacją, w ramach uporządkowania oznaczeń modeli Mercedesa, samochód otrzymał nową nazwę – GLS.

### Dane techniczne
| Wersja                | Silnik:                   | Układ zasilania:   | Moc maksymalna:                    | Maks. moment obrotowy           | 0-100 km/h:        | V-max:             | Śr. zuż. paliwa na 100 km: | Emisja CO2 na km:  |
| Silniki benzynowe:    | Silniki benzynowe:        | Silniki benzynowe: | Silniki benzynowe:                 | Silniki benzynowe:              | Silniki benzynowe: | Silniki benzynowe: | Silniki benzynowe:         | Silniki benzynowe: |
| --------------------- | ------------------------- | ------------------ | ---------------------------------- | ------------------------------- | ------------------ | ------------------ | -------------------------- | ------------------ |
| GL450                 | V8 4,7 l (4663 cm³), DOHC | wtrysk             | 367 KM (270 kW) przy 5000 obr./min | 551 N•m przy 1500 obr./min      | 6,6 s              | 234 km/h           | b.d                        | b.d                |
| GL500 BlueEfficiency  | V8 4,7 l (4663 cm³), DOHC | wtrysk             | 435 KM (320 kW) przy 5250 obr./min | 700 N•m przy 1800 obr./min      | 5,4 s              | 250 km/h           | 11,3 l                     | 262 g              |
| GL63 AMG              | V8 5,5 l (5461 cm³), DOHC | wtrysk             | 544 KM (400 kW) przy 5500 obr./min | 800 N•m przy 2000-4500 obr./min | 4,9 s              | 250 km/h           | 12,3 l                     | 288 g              |
| Silniki wysokoprężne: |                           |                    |                                    |                                 |                    |                    |                            |                    |
| GL350 CDI BlueTEC     | V6 3,0 l (2987 cm³), DOHC | common rail        | 258 KM (190 kW) przy 3600 obr./min | 620 N•m przy 1600 obr./min      | 7,9 s              | 220 km/h           | 7,4 l                      | 192 g              |